# .az
.az là tên miền Internet quốc gia cao cấp (ccTLD) dành cho Azerbaijan. Nó được Azerbaijan Communications quản lý.